# Piedra Parada, San Luis Potosí
Piedra Parada är en ort i Mexiko.   Den ligger i kommunen San Martín Chalchicuautla och delstaten San Luis Potosí, i den sydöstra delen av landet, 220 km norr om huvudstaden Mexico City. Piedra Parada ligger 196 meter över havet och antalet invånare är 197.
Terrängen runt Piedra Parada är kuperad västerut, men österut är den platt. Terrängen runt Piedra Parada sluttar österut. Runt Piedra Parada är det ganska tätbefolkat, med 90 invånare per kvadratkilometer. Närmaste större samhälle är Tamazunchale, 18,9 km sydväst om Piedra Parada. Omgivningarna runt Piedra Parada är en mosaik av jordbruksmark och naturlig växtlighet.